# Trehörningen (Gunnarskogs socken, Värmland)
Trehörningen är en sjö i Arvika kommun och Sunne kommun i Värmland och ingår i Göta älvs huvudavrinningsområde. Sjön är 48 meter djup, har en yta på 4,06 kvadratkilometer och befinner sig 224,1 meter över havet. Sjön avvattnas av vattendraget Mörtälven. Vid provfiske har bland annat abborre, gädda, mört och röding fångats i sjön.

## Delavrinningsområde
Trehörningen ingår i det delavrinningsområde (664522-132742) som SMHI kallar för Utloppet av Trehörningen. Medelhöjden är 264 meter över havet och ytan är 26,36 kvadratkilometer. Det finns inga avrinningsområden uppströms utan avrinningsområdet är högsta punkten. Mörtälven som avvattnar avrinningsområdet har biflödesordning 5, vilket innebär att vattnet flödar genom totalt 5 vattendrag innan det når havet efter 318 kilometer. Avrinningsområdet består mestadels av skog (74 procent). Avrinningsområdet har 4,67 kvadratkilometer vattenytor vilket ger det en sjöprocent på 17,7 procent.

## Fisk
Vid provfiske har följande fisk fångats i sjön:
- Abborre
- Gädda
- Mört
- Röding
- Sik
- Siklöja
- Öring